# 项目评估定级工具
项目评估定级工具，为美国乔治·沃克·布什政府于2002年通过的、由美国行政管理和预算局运作的一个现行联邦财政预算绩效工具，目的为整合绩效与预算，并作为一个载体来全面提升政府的治理能力，取代此前的计划项目预算系统。
2008年7月，98%的美国联邦政府项目都经过该工具进行评估。

## 介绍
该工具用于联邦项目的表现评估并提出改善建议。其包括25个是与否的问卷，总体分为四组：
1. 项目目标和设计：检验项目的目标和设计是否清晰并可靠（占20%）；
2. 战略计划：检验项目是否有长期有效的、年度的成效及目标（占10%）；
3. 项目管理：评定项目的管理，包括财政分析和项目提高努力（占20%）；
4. 项目结果及可运行性：基于目标和成效等上述内容的复审，评定程序的表现能力（占50%）。

在统计和衡量四组信息后， PART的评估可以产生：其中项目表现为“有效的”（85分-100分）；基本有效的（70%-84%）；适当的（50%-69%）；无效的（0%-49%）。当项目没有结果或无法体现可运行性时，评估结论为“成效未显示”——这种情况通常为项目可能的无效性，或项目可能有效但成效并未得以显示。

### 评估结果
| 项目情况   | 2002年 | 2003年 | 2004年 | 2005年 | 2006年 | 2007年 | 2008年 |
| ---------- | ------ | ------ | ------ | ------ | ------ | ------ | ------ |
| 有效的     | 6%     | 11%    | 15%    | 15%    | 17%    |        | 19%    |
| 基本有效的 | 24%    | 26%    | 26%    | 29%    | 30%    |        | 32%    |
| 适当的     | 15%    | 20%    | 26%    | 28%    | 28%    |        | 29%    |
| 无效的     | 5%     | 5%     | 4%     | 4%     | 3%     |        | 3%     |
| 成效未显示 | 50%    | 38%    | 29%    | 24%    | 22%    |        | 17%    |
| 项目总数   | 234    | 407    | 607    | 793    | 977    |        | 1017   |

## 反应
该工具更多侧重于项目的表现能力和实际发挥效果。此后，美国国会的反应也被视为该项目评估定级工具的组成内容。一项分析认为，PART的运用得到了众多预算项目的支持，特别是中型和小型项目。另外一份分析主张该项目工具实际强化了美国行政管理和预算局的控制力，使其基于美国总统的立场上对各预算项目负责监督。
该项目赢得了2005年政府发明网络奖，相似的评估项目也在苏格兰和泰国得到了运用。2007年，中国上海浦东新区张江高科技园区“相约张江”会议体系的评价也适用了类似的项目评估定级工具。

## 外部
- 美国白宫官方介绍网站